# Jełyzawetiwka (wesełodołynśkyj starostynśkyj okruh)
Jełyzawetiwka (ukr. Єлизаветівка) – wieś na Ukrainie, w obwodzie odeskim, w rejonie bołgradzkim, w hromadzie Borodino. W 2001 liczyła 367 mieszkańców, głównie Bułgarów.